# Eyes Wide Open (álbum de Twice)
Eyes Wide Open (estilizado Eyes wide open) é o segundo (quarto em geral) álbum de estúdio coreano do grupo feminino sul-coreano Twice. O álbum foi lançado em 26 de outubro de 2020 pela JYP Entertainment e Republic Records. O álbum possui treze canções, incluindo o single, "I Can't Stop Me", e foi lançado na semana de seu 5º aniversário.

## Antecedentes
Em 5 de agosto de 2020, o jornal sul-coreano Sports Chosun anunciou com exclusividade que Twice faria um retorno, quatro meses após seu EP More & More, sem ainda confirmar que tipo de produção seria. No mesmo dia, JYP Entertainment reagiu ao anúncio ratificando as informações e relatou que "é correto que estamos preparando um novo álbum e iremos informá-lo quando a programação detalhada for confirmada". Em 25 de setembro, a gravadora anunciou que Twice havia terminado de filmar o videoclipe para o single que acompanhará seu próximo álbum. No dia 6 de outubro, enquanto se preparavam para comemorar seu quinto aniversário, a ser comemorado no dia 20 de outubro, com a publicação de vídeos especiais e dedicadas saudações de agradecimento aos fãs, foi oficialmente anunciado que seu retorno seria no dia 26 de outubro, desta vez com seu segundo álbum de estúdio coreano após Twicetagram (2017), e que o título do novo álbum seria Eyes Wide Open. O retorno é acompanhado por uma campanha intitulada Twice of October, onde uma programação completa de atividades associadas à celebração do aniversário e ao lançamento do novo álbum é relatada. Foi relatado que o álbum será lançado em três versões físicas: Story, Style e Retro. As três versões incluem, além do disco, photobooks, cartões de mensagem, adesivos, pôsteres, photocards, fotos polaroid exclusivas apenas para 90 álbuns especiais, entre outros. Em 10 de outubro, a lista de faixas e o single, "I Can't Stop Me", foram revelados. Em 11 de outubro, três imagens prévias do grupo foram lançadas junto com a capa digital do álbum.

## Lista de faixas
Adaptado do site oficial do grupo.
| N.º            | Título            | Letras                                | Música                                                                       | Arranjo                                                                      | Duração |  |
| 1.             | "I Can't Stop Me" | J.Y. Park "The Asiansoul" Shim Eun-ji | Melanie Joy Fontane Michel 'Lindgren' Schulz A Wright                        | Lindgren                                                                     | 3:25    |  |
| 2.             | "Hell in Heaven"  | Shim Eun-ji Lee Hae-sol               | Shim Eun-ji Lee Hae-sol Linnea Sodahl                                        | Shim Eun-ji Lee Hae-sol                                                      | 2:59    |  |
| 3.             | "Up No More"      | Jihyo                                 | Lee Woo-min "collapsedone" Julis Ross Krysta Youngs                          | Lee Woo-min "collapsedone"                                                   | 3:34    |  |
| 4.             | "Do What We Like" | Sana                                  | Rod Radwagon Grace Barker Josh Record                                        | Rod Radwagon Grace Barker Josh Record                                        | 2:59    |  |
| 5.             | "Bring It Back"   | Dahyun                                | earattack Gongdo Laurell Barker Katya Edwards                                | earattack Gongdo                                                             | 3:28    |  |
| 6.             | "Believer"        | Kenzie                                | Kenzie Greg Bonnick Hayden Chapman Alice Penrose                             | Kenzie LDN Noise Alice Penrose                                               | 3:16    |  |
| 7.             | "Queen"           | Dahyun                                | JINBYJIN Cazzi Opeia Ellen Berg                                              | JINBYJIN                                                                     | 3:13    |  |
| 8.             | "Go Hard"         | Friday (Galactika*)                   | Grace Tither Carl Ryden Ki Firzgerald Paul Harris                            | Grace Tither Carl Ryden Ki Firzgerald Paul Harris                            | 3:01    |  |
| 9.             | "Shot Clock"      | Kim Yeon-seo                          | Jonatan Gusmark Ludvig Evers Kim Yeon-seo Cazzi Opeia Ellen Berg             | Moonshine                                                                    | 3:29    |  |
| 10.            | "Handle It"       | Chaeyoung                             | Adrian X Elizabeth Loughrey Ryan Ashley Uzoechi Emenike Armadillo            | Armadillo                                                                    | 2:51    |  |
| 11.            | "Depend on You"   | Nayeon                                | Candace Sosa Jordan "DJ Swivel" Young Sean R Mullen James Kaye Miller OranJi | Candace Sosa Jordan "DJ Swivel" Young Sean R Mullen James Kaye Miller OranJi | 3:18    |  |
| 12.            | "Say Something"   | Jeong Ho-hyun (e.one) Iggy            | Jeong Ho-hyun (e.one) Iggy                                                   | Jeong Ho-hyun (e.one) Iggy                                                   | 4:07    |  |
| 13.            | "Behind The Mask" | Heize                                 | Sam Klempner Jacob Attwooll Josh Record Dua Lipa                             | Sam Klempner Jacob Attwooll                                                  | 3:38    |  |
| Duração total: | Duração total:    | Duração total:                        | Duração total:                                                               | Duração total:                                                               | 43:18   |  |

## Histórico de lançamento
| Região | Data                  | Formatos                        | Distribuidoras | Ref.   |
| ------ | --------------------- | ------------------------------- | -------------- | ------ |
| Várias | 26 de outubro de 2020 | CD, download digital, streaming | JYP Republic   | [ 11 ] |